# Bisa (folk)
Bisa (även awisa, babisa) är ett bantufolk i den centrala delen av östra Zambia. Uppgifter om antal varierar från 140 000 till 350 000, men den zambiska folkräkningen 2010 anger 197 744.
De har sitt ursprung i Lunda-Luba riket i södra Kongo. Själva säger bisa att de kommer från det så kallade Kola-riket när det styrdes av Mwata Yamfu. På grund av brist på land emigrerade de. Denna utvandring bedöms ha skett cirka 1650, men det var först i början av 1700-talet som bisa kan identifieras som en egen etnisk grupp. Förflyttningen skedde i mindre grupper under en längre tid och det var först när man passerade Luapulafloden som de uppnådde självständighet. Under denna process framträdde vissa släktlinjer som dominerande, exempelvis blev "ngona" (svamp) den klan varifrån hövdingarna kom medan "ngandu" (krokodil) blev den dominerande klanen för systerfolket bemba.
Enligt bisas traditionella historier var bisa och bemba fortfarande tillsammans tills de kom till Chambeshifloden. Där skildes de åt och bisa fortsatte till platån nära Mainza Hill. Stridigheter förekom med bemba och en del bisa flyttade ut i Bangweuluträsken och i Luangwadalen.